# Veronica sennenii
Veronica sennenii är en grobladsväxtart som först beskrevs av Carlos Pau, och fick sitt nu gällande namn av M.M. Martinez Ortega och E. Rico. Veronica sennenii ingår i släktet veronikor, och familjen grobladsväxter. Inga underarter finns listade i Catalogue of Life.